# Can (géorgien)
Pour les articles homonymes, voir Can.
Cette page contient des caractères spéciaux ou non latins. S’ils s’affichent mal (▯, ?, etc.), consultez la page d’aide Unicode.
Can (ცან, [tsʰan], en géorgien) est la 27e lettre de l'alphabet géorgien.

## Linguistique
Can est utilisé pour représenter le son [tsʰ].
Dans la norme ISO 9984, la lettre est translittérée par « c' ».

## Représentation informatique
- Unicode[1] :
  - Asomtavruli Ⴚ : U+10BA
  - Mkhedruli et nuskhuri ც : U+10EA